# 주영섭 (극작가)
주영섭(朱永涉, 본명: 주정섭, 본명 한자: 朱丁燮, 일본식 이름: 松村永涉(마쓰무라 나가루), 1912년 1월 11일~몰년(1946년? 월북 이후 행방 묘연) 미상)은 일제 시대의 은퇴 연극배우 출신의 현역 극작가·평론 작가 겸 시인 등으로 활약한, 북의 은퇴 연극 연출가였었던 연극인이었고, 본은 신안(新安)이다.
개신교 장로회의 목사 주공삼(朱孔三, 아명: 주진우(朱珍雨), 1875년 6월 16일~1953년 10월 18일)의 4남 4녀 중 넷째 아들(막내)이며, 유명한 문인 형제들인 주요한(朱耀翰)과, 주요섭(朱耀燮)이라는 두 형제들의 막냇동생이다.

## 생애
평안남도 평양 출신으로 보성전문학교에 다니면서 연극계에서 활동을 시작했다. 막심 고리키의 《밤주막》을 공연했고, 극단 신건설의 《서부전선 이상없다》에 배우로 출연했다. 에리히 레마르크의 반전 소설이 원작인 《서부 전선 이상 없다》는 카프 계열 연극인들이 신건설 창립작으로 올렸다가 제2차 카프 검거 사건을 불러온 작품이다.
이후 일본에 유학하여 호세이 대학교에서 수학하면서 마완영 등과 함께 1934년 도쿄학생예술좌를 창립했다. 도쿄학생예술좌는 창작극 공연에 의미를 두고 창립작으로 유치진의 《소》와 주영섭의 《나루》를 공연했다. 주영섭이 《신동아》에 발표한 《나루》는 당시의 궁핍한 농촌 현실을 사실주의 수법으로 그린 작품이며, 경향파적 성향이 드러나 있다. 1939년 도쿄학생예술좌 사건이 발생하여 마완영, 박동근, 이서향 등과 함께 투옥되었다.
이 사건 이후 귀국하여 유치진의 현대극장에 가입하고, 함대훈의 국민연극연구소에서 활동하여 사실상 전향했다. 현대극장 창립작으로 유치진의 친일 희곡 《흑룡강》을 연출해 공연하였고, 함세덕의 《추석》, 유치진의 《북진대》 등 현대극장의 대표적인 친일 연극들을 연출했으며, 1942년 연극 배우 은퇴 이후, 1944년에 연극 연출가로도 은퇴 선언했으나, 이후부터 1945년 8월 15일 을유 해방 직전 때까지 전면적인 극작가로 활약했다.
2008년 민족문제연구소가 선정한 친일인명사전 수록예정자 명단 연극/영화 부문에 포함되었으며 친일반민족행위진상규명위원회가 발표한 친일반민족행위 705인 명단에도 포함되었다.
1945년 8·15 을유 해방(광복) 직후부터 행방이 묘연하다. 전력과 정황으로 미루어 월북했을 것으로 추정되나 북에서의 활동은 확인되지 않았다.

## 학력
- 평남평양숭덕소학교 졸업(1924년 3월)
- 평남평양숭실고등보통학교 졸업(1930년 3월)
- 경성보성전문학교 문과 전문학사(1932년 3월)
- 일본 도쿄 호세이 대학교 법정학과 학사(1937년 3월)

## 가족 관계
- 아버지: 주공삼(朱孔三, 1875년 6월 16일~1953년 10월 18일, 개신교 장로회 목사. 평남 평양 연화동교회 목사 역임. 평남 평양장로회신학교 졸업.)
  - 첫째 형: 주요한(朱耀翰, 1900년 10월 14일~1979년 11월 17일, 소설가, 번역문학가, 시인, 언론인 정치인. 대한해운공사 사장 역임.)
  - 둘째 형: 주요섭(朱耀燮, 1902년 11월 24일~1972년 11월 14일, 소설가, 시인, 영문학자. 한국문학번역협회 회장 역임.)

## 인간 관계
- 아동문학가 현재덕(玄在德)과 오랜 친구 관계를 맺었다.

## 참고 자료
- 권영민 (2004년 2월 25일). 《한국현대문학대사전》. 서울: 서울대학교출판부. 927쪽쪽. ISBN 8952104617.